# Panaque
Panaque – rodzaj słodkowodnych ryb sumokształtnych z rodziny zbrojnikowatych (Loricariidae). Niektóre gatunki są popularnymi rybami akwariowymi zaliczanymi do glonojadów.

## Występowanie
Ameryka Południowa: Brazylia, Kolumbia, Wenezuela, Ekwador i Peru.

## Opis
Zasiedlają rzeki o silnym nurcie. Są słabymi pływakami.
Charakterystyczną ich cechą jest to, że do podstawowych składników ich pokarmu należy drewno. Poprzez szczególne uzębienie i mikroorganizmy, żyjące w ich przewodzie pokarmowym są one szczególnie dobrze przystosowane do pobierania takiego pokarmu. Badania wykazały, iż trawią drewno zarówno bez współudziału, jak i przy współudziale tlenu, co jest w świecie przyrodniczym unikalne. Glony są ważnym dodatkiem ich pokarmu.

## Klasyfikacja
Gatunki zaliczane do tego rodzaju:
- Panaque armbrusteri
- Panaque bathyphilus
- Panaque cochliodon
- Panaque nigrolineatus – zbrojnik czarnopasy[3]
- Panaque schaeferi
- Panaque suttonorum
- Panaque titan

Gatunkiem typowym jest Chaetostomus nigrolineatus (P. nigrolineatus).